# Білоруси в Польщі

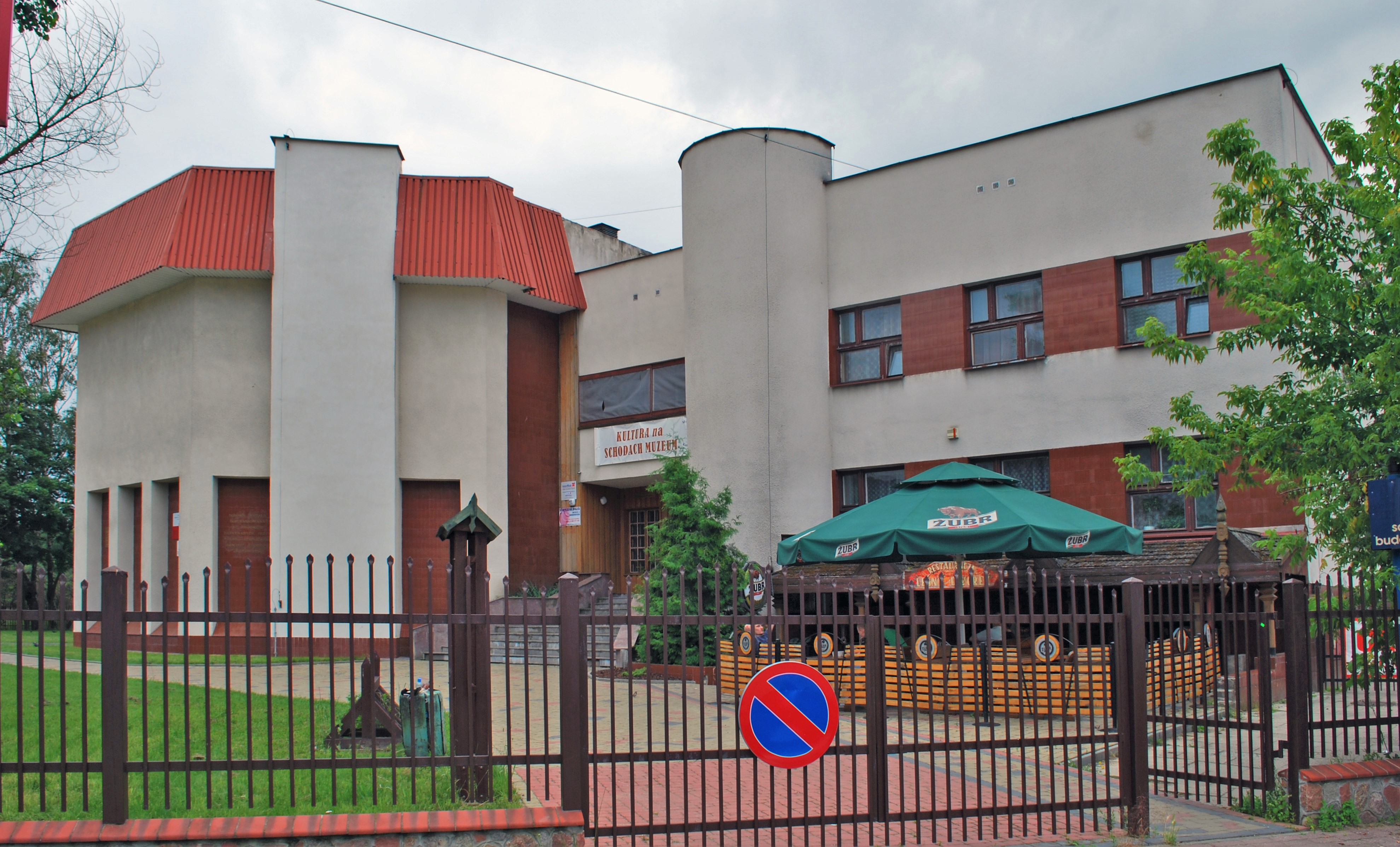
Музей білоруської культури, Гайнівка

Білоруси в Польщі є однією з найбільших національних меншин. Згідно з переписом 2002 року, в Польщі проживає 50 тисяч білорусів, переважно в Підляському воєводстві (96,6 %; найбільше в Білостоці — 7,5 тисяч). Водночас за підрахунками Петра Ебергарта в 1992 їх кількість становила 215 тисяч осіб, а згідно з Марком Галушко кількість білорусів досягає 230 тисяч.
На думку польського дослідника К. Підляського, в кінці 1980-х у Польщі жило від 250 до 400 тисяч білорусів, за даними Польської автокефальної православної церкви — 290 тисяч (1/3 її віруючих). Згідно ж зі статистикою виборів до сейму в 1989 в районі Білостока білоруси становили 30 % населення (206,8 тисяч осіб), в тому числі в Білостоці 25 % (65,5 тис. чол.), Більську-Підляському і Гайнівці по 65 % (відповідно 17,2 і 15,1 тисяч осіб). Згідно з переписом білоруську мову в повсякденному спілкуванні вживає тільки 40,6 тисяч осіб.
Захисту прав і інтересів білоруської діаспори в Польщі сприяють Декларація про білорусько-польські відносини (жовтень 1990), угода про співпрацю між Міністерством освіти Білорусі і Міністерством народної освіти Польщі (березень 1992), білорусько-польський Договір про добросусідство і співробітництво від 23 червня 1992.
Більшість гмін, у яких сьогодні білоруси офіційно становлять більшість населення, історично входять до української етнічної території.

## Територія найщільнішого проживання

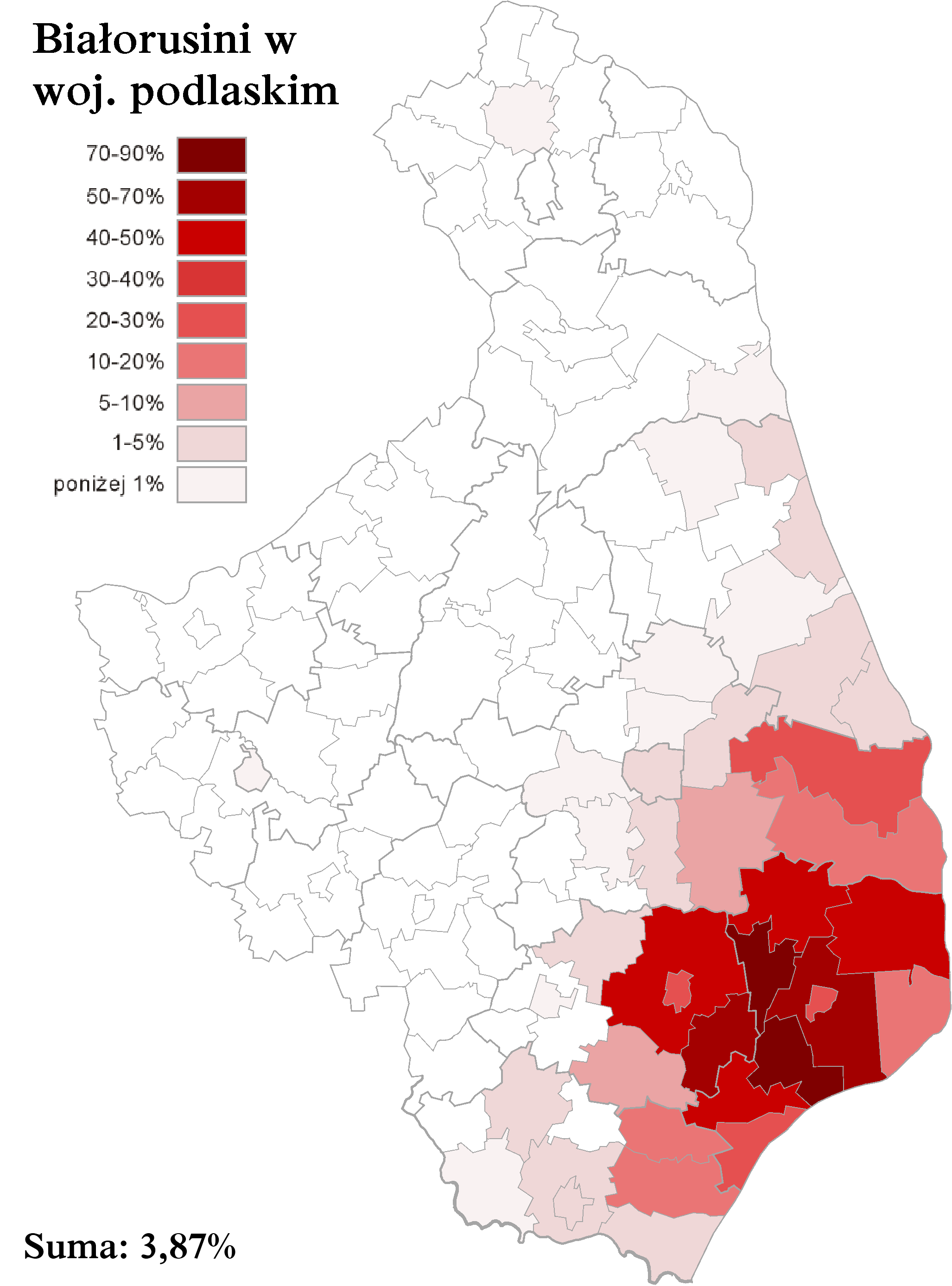
Питома вага білорусів в населенні Підляського воєводства, згідно з переписом населення Польщі 2002

Білоруси є автохтонним населенням Підляського воєводства, територія якого була передана в 1944 Польщі. Білоруси офіційно переважають кількісно в чотирьох ґмінах воєводства, відрізняючись таким чином від інших національних меншин Польщі (крім них тільки литовці утворюють абсолютну більшість населення в Пунській гміні). У 12 ґмінах воєводства (в тому числі в містах Більську-Підляському і Гайнівці) білоруси складають понад 20 % населення, що, відповідно до закону від 6 січня 2005, дало їм право на застосування двомовних назв географічних об'єктів і використання білоруської мови в контактах з урядом. 21 червня 2007 білоруська мова стала офіційною в Гайнівці. Відповідне схвалення на внесок Білорусько-народної фракції прийняла міська Рада.
| Кількість білоруського населення в 16 гмінах Підляського воєводства | %     |
| ------------------------------------------------------------------- | ----- |
| Гміна Чижі                                                          | 81,81 |
| Гміна Дубичі Церкевне                                               | 81,33 |
| Гміна Орля                                                          | 68,93 |
| Гміна Гайнівка                                                      | 64,91 |
| Гміна Нарва                                                         | 49,23 |
| Гміна Більськ-Підляський                                            | 46,68 |
| Гміна Наровка                                                       | 47,27 |
| Гміна Кліщелі                                                       | 41,83 |
| Гміна Черемха                                                       | 28,71 |
| Гайнівка                                                            | 26,41 |
| Гміна Грудк                                                         | 23,07 |
| Більськ-Підляський                                                  | 20,66 |
| Гміна Нурець-станція                                                | 16,36 |
| Гміна Міхалово                                                      | 14,17 |
| Гміна Милейчиці                                                     | 13,09 |
| Гміна Беловежа                                                      | 11,54 |

Проведене в 1992 році анкетне дослідження ґрунтувалося на виявленні та порівнянні кількості представників меншин в Польщі за офіційними даними, на думку волосних органів самоврядування та на думку представників організацій меншин. За офіційними даними (1976) цифра білорусів вимальовувалася в 180 тис. Осіб, за оцінками волосних органів самоврядування (1992) кількість білорусів становила 76 тис., а за оцінками білоруських організацій (1992) — 400 тис. осіб. Разом з тим дослідник Люциан Адамчик підкреслює, що дані анкетних досліджень не спиралися на самодекларації громадян, а офіційні відомості були найчастіше значно спотворені з політичних причин. Так, кількість німецької меншини була оцінена в 3 тис. осіб, в той час як органів самоврядування гмін оцінювали її чисельність в 260 тис., а власне організації німецької меншини — у 250—300 тис. Таким чином, кількість німців Польщі була занижена, як мінімум, у 83 рази.
Польська дослідниця Андріана Скарупська підкреслювала певні труднощі з точним визначенням кількості білорусів у Польщі, що було обумовлено недосконалістю методик підрахунку (було відсутнє пряме запитання про національну приналежність), а також тим фактом, що кількість білорусів визначалася тільки через статистику, яка фактично стосувалася лише православних. Спецалістка також відзначала феномен подвоєної, недостовірної або регіональної самосвідомості серед ряду жителів білорусько-польського прикордоння.
Згідно з даними перепису населення Польщі 2011 року білоруське населення склало 43878 людини, зменшившись у порівнянні з переписом 2001 р. приблизно на 4 тис. (у 2001 р. — 47 640). Найбільшу частку білоруси становили в чотирьох південно-східних повітах Білостоцького воєводства: 39,2 % — в Гайнівському повіті, 19,8 % — у Більскому, 3,46 % — у Семятицькому, 3,2 % — в Білостоцькому. У 12 ґмінах воєводства частка білорусів перевищувала 20 %, а в чотирьох ґмінах (81 % в гміні Чижі Гайнівського повіту, 81 % в гміні Дубичі Церковні Гайнівського повіту, 68 % в гміні Орля Бєльського повіту, 84 % в гміні Гайнівка Гайнівського повіту) частка білоруського населення була більше 50 %. За офіційними підрахунками білоруська меншина є другою найбільшою національною меншиною в Польщі після німецької меншини (144236 осіб).

## Історія
Білорусько-польські контакти відомі з часів раннього Середньовіччя (торгові відносини, династичні шлюби, військові зіткнення та ін.). Білоруська присутність у Польщі і обмін населенням почалися за часів ВКЛ. Колишні білоруси потрапляли на польські землі як військовополонені. Наприклад, коли у 1325 великий князь литовський Гедимін віддав свою дочку Альдону за Казимира, сина Владислава I Локетка, з Польщі були повернута певна кількість військовополонених, а у складі почту Альдони до Польщі були спрямовані вихідці з ВКЛ. Вважається, що в середині XIV ст. в Польщі жило близько 40 тис. білорусів. В 1386, одружившись із польською королевою Ядвігою, королем Польщі став великий князь ВКЛ Ягайло, який поклав початок польської королівської династії Ягеллонів.
В результаті Люблінської унії 1569 білоруси і поляки майже до кінця XVIII ст. опинилися у складі єдиної держави — Речі Посполитої. Після поділів Речі Посполитої певна кількість білорусів жила на етнічно польських землях у складі Російської імперії. Згідно з переписом 1897 в Привіслянському краю білоруси становили 6,7 % населення (близько 30 тис. чол.), найбільше в Сувальській (27525 чол.) і Варшавській (1354 чол.) губерніях.
Після Першої світової війни, коли польська держава була відновлена, на її землях залишилася частина етнічних білорусів. У складі Польщі незабаром виявилася велика частина етнічно білоруських земель (Західна Білорусь), які увійшли до складу Віленського, Поліського, Новогрудського, Білостоцького воєводств. За підрахунками статистичних органів СРСР у Польщі жило 3250 тис. чол. У вересні 1939 білоруські землі Польщі увійшли до складу СРСР. Під час Другої світової війни білоруси служили у Війську Польському, брали участь в оборонних боях у 1939, входили до складу Армії Андерса, Армії Крайової та Армії Людової.
В кінці Другої світової війни після радянсько-польських угод про кордон від 26 липня 1944 і 16 серпня 1945 влада СРСР передали Польщі зі складу БРСР 17 районів Білостоцької і 3 райони Брестської областей, населених переважно білорусами. Під час демаркації кордону між БРСР і Польщею і взаємної репатріації населення з Білорусі до Польщі (переважно на Білосточчину) в 1944–1948 переїхали понад 270 тис. чол. (білоруси-католики декларували себе поляками). Через негативне ставлення польського підпілля, несприятливе економічне становище в районі Білостока частина білорусів оселилася в Ольштинському краї, Помор'ї (райони Гданська і Щецину), Варшаві, Кракові , Торуні та ін. містах.
До 1948 влада Польщі офіційно не визнавала наявності білоруської національної меншини в країні. Організована національно-культурна діяльність білорусів, яка почалася в кінці 1940-х з відновлення білоруської школи, активізувалася в жовтні 1956, коли національні меншини отримали право організовувати свої об'єднання, які, тим не менш, знаходилися під контролем і у фінансовій залежності від Міністерства внутрішніх справ. Було створено Білоруське суспільно-культурне товариство (БСКТ), кафедра білоруської філології у Варшавському університеті та ін. У 1956 почала видаватися газета « Нива», в 1957 — «Білоруський календар», а від 1958 діє літературно-мистецьке об'єднання «Біловежа», створені білоруські ліцеї в Більську Підляському і Гайнівці. За соціальним статусом до кінця 1950-х більшість білорусів Польщі була селянами.
У 1976 р. Центральний Комітет Польської Об'єднаної Робітничої партії ухвалив рішення про морально-політичну єдність польської нації, що мало негативні наслідки для діяльності об'єднань національних меншин. У 1970-ті й під час воєнного стану в 1981–1983 через обмеження з боку польської влади спостерігався спад суспільно-культурної активності білорусів. У 1980-і виникли Білоруське об'єднання студентів (1981, зареєстроване в 1988), Гайнівський музей пам'яток білоруської культури, ряд білоруських видавництв і періодичних видань.
Після важких для білоруського національного життя в Польщі часів у 1970-1980-і рр. зміни суспільно-політичної ситуації в 1989–1991 рр. дозволили виправити становище на краще. На початку 1990-х рр. у польських школах білоруську мову вивчали 3677 чоловік, а в білоруських ліцеях у Гайнівці та в Більську займалися 630 учнів. У ліцеї в Гайнівці викладання предметів велося польською мовою, проте 4 години на тиждень відводилося на вивчення білоруської мови, літератури, культури та історії Білорусі. Білоруська філологія як спеціальність для слов'яністів була введена в Люблінському університеті, а в Ягеллонському університеті викладався курс білоруської мови.
У 1990-ті були зареєстровані Рада білоруських організацій у Польщі, Союз гмін східної Білосточчини, Союз білоруської молоді, Білоруське історичне товариство (керівник Олег Латишонак), Асоціація білоруських журналістів. Створені Об'єднання варшавських білорусів, білоруське культурно-просвітнє товариство в Гданську «Хатка» (1992), білоруський гурток в Ольштині. У 1997 в сейм був обраний керівник БСКТ Ян Сичевський.

## Суспільно-культурне життя
До головних організацій білоруської меншини в Польщі належать Білоруське суспільно-культурне товариство, Білоруський Союз у РП, Союз білоруської молоді, Білоруське літературне товариство «Беловежа», Білоруське історичне товариство, Асоціація білоруських журналістів, Об'єднання білоруських студентів. Ними видаються щотижня газета «Нива», щомісяця «Czasopis» і раз на півроку «Białoruskie Zeszyty Historyczne». До найголовніших культурних заходів білорусів Польщі належать Фестиваль Білоруської Молодіжної Музики «Басовище», Фестиваль «Білоруська Пісенька» в Білостоці, Бєльська бардівська осінь, Свято білоруської культури в Білостоці, Свято «Купали» в Біловежі.
Більшість віруючих належить до Польської Автокефальної Православної Церкви, що через свою діяльність сприяє збереженню національної своєрідності білорусів: видається щомісяця журнал « Przegląd Prawosławny», діють Братство Святих Кирила і Мефодія, Молодіжне Православне Братство.
Історію, культуру, побут білоруської діаспори в Польщі досліджують Олена Глаговська, Євген Миронович, Іван Миронович, Юрій Туронок та інші польські історики білоруського походження. Видаються літературні твори А. Барського (А. Борщевського), М. Гайдука, С. Яновича, В. Шведа та інших білоруських письменників Польщі.

## Освіта

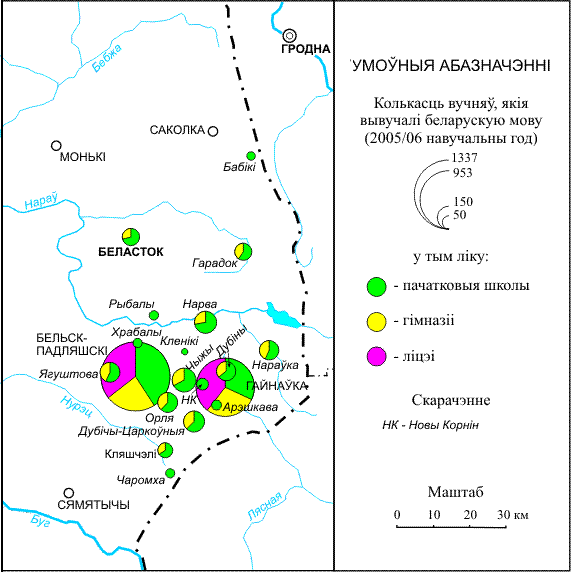
Вивчення білоруської мови у школах Білосточчини

Білоруська мова викладається в 39 початкових навчальних закладах (в 23 школах, 14 гімназіях, 2 ліцеях), її вивчає 8 тисяч дітей і підлітків білоруської національності. Від 1997 в Білостоці існує університет (колишня філія Варшавського університету), де є кафедра білоруської культури.

## Політичне життя
Представники білоруської меншини входять у місцеве керівництво Підляського воєводства. На парламентських виборах 2001 білоруські організації змогли провести двох послів — Євгена Чиквіна та Олександра Чужа — і одного сенатора Сергія Плеву (втрьох — представники Союзу демократичних лівих — Унії Праці). У виборах до Підляського воєводського соймику в 2002 за Білоруський Виборчий Комітет було віддано 15544 голосів (4,11 %). Найбільшу кількість голосів отримали Сократ Янович (1 736), Ян Чиквін (4846) і Євген Вапа (5134). Така мала кількість голосів пов'язана з тим, що повіти з білоруською меншістю були з'єднані з етнічно польськими, де сильні націоналістичні симпатії (так Семятицький і Бєльський повіти були з'єднані з Високомазавецьким і Замбровським).
На парламентських виборах 2005 депутатський мандат зумів отримати лише Євген Чиквін, набравши 14481 голос.
Широкою підтримкою підляських білорусів користується Влодзімеж Чимошевич, кандидат у президенти Польщі в 2005. Найбільше його підтримують в Більскому, Гайнівському і Семятицькому повітах. Для більшості польських білорусів Чимошевич був національним кандидатом, хоча він ніколи не говорив про своє білоруське походження. Завдяки Чимошевичу великою підтримкою користується і його партія Союз демократичних лівих. Водночас білоруське походження кандидата було використано його противниками, які використовували нелюбов до білорусів або до православних, що існує в деяких місцевостях. Вони також акцентували увагу на авторитарному режимі Олександра Лукашенка в самій Білорусі. На виборах до Підляського воєводського соймику у 2006 за Білоруський Виборчий Комітет було віддано 7914 голосів (2: 05 %), найбільше — за Яна Чіквіна (2405), Євгена Вапу (1669) і Євгена Мироновича (1119). Хоча БВК не отримав жодного мандата, у складі сеймика виявилися три білоруси. Однак представники білоруської меншини отримали багато місць в міських радах. У Білостоці 4 мандати отримали кандидати від Форуму Меншини Підляшшя, які співпрацювали з Громадянською платформою. У Більську Підляському 7 мандатів з 21 отримала Більська Коаліція, що складалася з білоруських організацій. У Гайнівці 6 з 21 мандата були віддані Білоруському Виборчому Комітету. На виборах до Підляського соймику 20 травня 2007 Білоруський Виборчий Комітет отримав 2,19 % голосів. Разом з білорусами за списком БВК проходили вперше і представники литовської меншини.

## Меншина та електронні засоби масової інформації
Перша програма на білоруському з'явилася на «Радіо Білосток» у 1956 році. На радіо існують такі білоруськомовні програми і передачі: «Під знаком Погоні», «Пожадальна пісня», «Духовні зустрічі» і «Перед виходом до церкви». На TVP3 Białystok щотижня йде інформаційно-публіцистична передача «Білоруський тиждень», присвячена життю білорусів Польщі. Від 2002 виходять білоруські програми й на Радіо Рація.

### Відомі білоруси Польщі
- Надія Артимович — поетеса
- Олександр Сергійович Отрощенков — журналіст, громадський діяч
- Катажина Бонда — письменниця
- Євген Чиквін — політик
- Ян Чиквін — поет, історик літератури
- Антон Миронович — історик
- Сергій Плева — політик
- Наталія Радіна — журналіст і головний редактор опозиційного сайту charter97.org
- Ян Сичевський — політик
- Лявон Тарасевич — художник
- Юрій Туронок — історик